# Nicolas Félix Vandive
Pour les autres membres de la famille, voir Famille Vandive.
Pour les articles homonymes, voir Van Dievoet.
Nicolas-Félix Van Dievoet dit Vandive, écuyer, né en 1712 et décédé à Paris, Rue des Lavandières-Sainte-Opportune, le 1er juin 1792, est un greffier au Grand Conseil (1743), greffier de l'audience du Conseil du roi, avocat au Parlement de Paris (cité en 1761), conseiller notaire et secrétaire Maison et Couronne de France près la Cour du Parlement.

## Biographie

### Origines
Il appartient à une famille d'orfèvres parisiens d'origine bruxelloise, les Van Dievoet dits Vandive. Son père, l'orfèvre Balthazar Philippe Vandive, fut consul de Paris en 1739.
Son grand-père était l'orfèvre du roi Philippe van Dievoet dit Vandive (1654-1738), conseiller du roi, officier de la Garde Robe du Roi, consul de Paris, syndic général des Rentes de l'Hôtel de ville de Paris, natif de Bruxelles et son grand-oncle était le sculpteur bruxellois Pierre van Dievoet (1661-1729).

### Carrière
Lors de la dernière maladie du roi Louis XV, il est envoyé le dimanche 1er mai 1774 par le Parlement de Paris pour aller s'enquérir de la santé du roi, comme nous l'apprend en son journal le libraire parisien Siméon-Prosper Hardy : « La nouvelle cour du Parlement n'avoit pas manqué, suivant l'usage ordinaire, de députer le nommé Vandive, l'un des premiers principaux commis au greffe de la Grand Chambre et de ses notaires secrétaires, pour aller à Versailles savoir des nouvelles de la santé du Roi. Mais ce secrétaire ne pouvoit rendre compte de sa mission à l'inamovible compagnie que le mardi suivant, attendue la vacance accoutumée du lundi 2 mai. » et Jean Cruppi dans sa biographie de Linguet écrit : « Au Palais, le bruit se répand tout à coup que Louis XV est gravement malade. Le Parlement, anxieux, et se sentant lui-même aussi malade que le roi, s'assemble extraordinnairement. Le mardi 3 mai, "Messieurs" envoient leur secrétaire, le sieur Vandive, à Versailles pour prendre des nouvelles du roi. Le sieur Vandive, à son retour, déclare qu'il a été reçu par le duc d'Aumont lequel a bien voulu lui dire que l'état du roi est meilleur. Malgré cela, le 10 mai (1774), on apprend que le roi est mort. »
Nicolas-Félix Vandive est nommé dès le 26 avril 1743, greffier de l'Audience au Grand Conseil, ce qui lui conféra la noblesse dès 1743 et la noblesse héréditaire dès 1763 après une ancienneté de vingt ans : « Le Roi a accordé la Noblesse pour toujours à l'ancien de ces deux Greffiers mourant dans sa charge, ou qui l'aura exercée durant vingt ans ». L'Almanach Royal de 1789, le mentionne toujours comme "Greffier au Grand Conseil".
Par l'Édit donné à Versailles le 22 mai 1775, qui fixe la finance des officiers du grand Conseil, nous pouvons lire : « Nous avons pareillement fixé les finances des offices de premier et principal commis du greffe de l'audience de notre Grand Conseil dont le sieur Vandive étoit pourvu, à la somme de vingt-cinq mille livres ».
Il exerce également la charge anoblissante de conseiller notaire secrétaire Maison et Couronne de France près la Cour de Parlement. Il acquiert cette charge de conseiller notaire secrétaire Maison et Couronne de France en 1774 d'Étienne Timoléon Isabeau de Montval qui sera guillotiné à Paris l'an II.

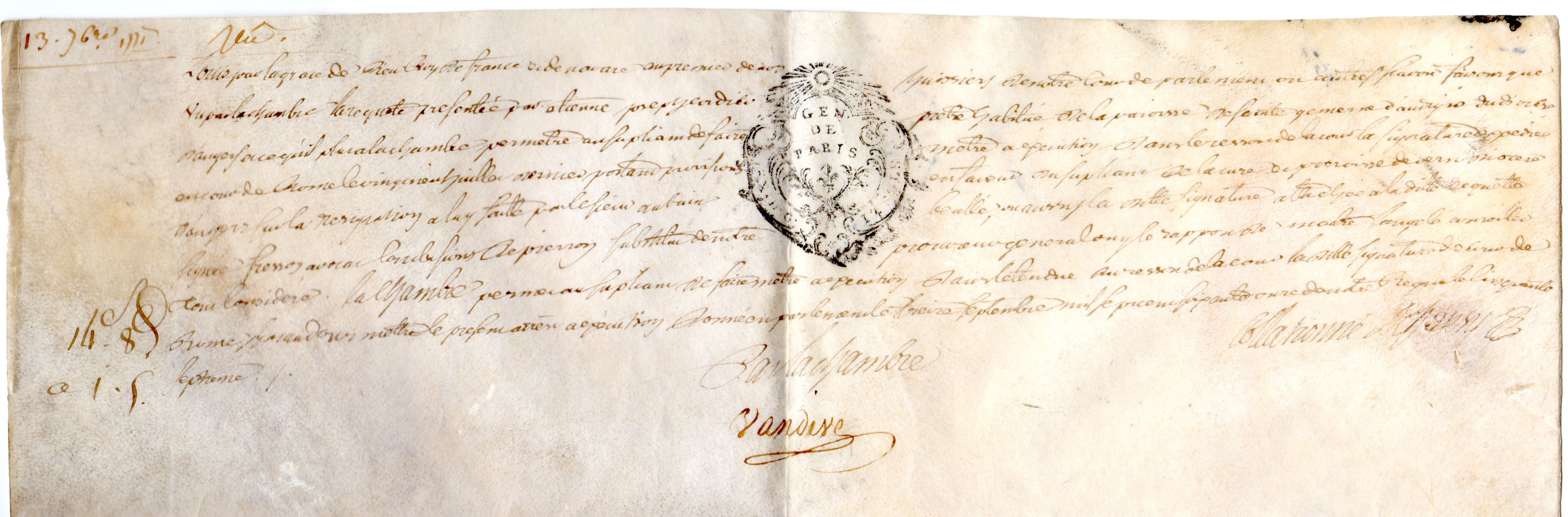
Parchemin signé par Nicolas Félix Vandive, 13 septembre 1771.

## Anoblissement
Le roi a accordé en 1749 la noblesse héréditaire à Nicolas-Félix Vandive, greffier de l'Audience au Grand Conseil, après une ancienneté de vingt ans ou décès en cette charge, avec principe de noblesse à son entrée en charge le 26 avril 1743, ce qui lui conféra la noblesse héréditaire dès 1763: "Le Roi a accordé la Noblesse pour toujours à l'ancien de ces deux Greffiers mourant dans sa charge, ou qui l'aura exercée durant vingt ans".
Il exerça également la charge anoblissante de conseiller-notaire-secrétaire du roi Maison et Couronne de France près la Cour de Parlement. (Lettres de Commission du mois d’avril 1771 et lettres de provision du 9 mars 1774).

## Galerie

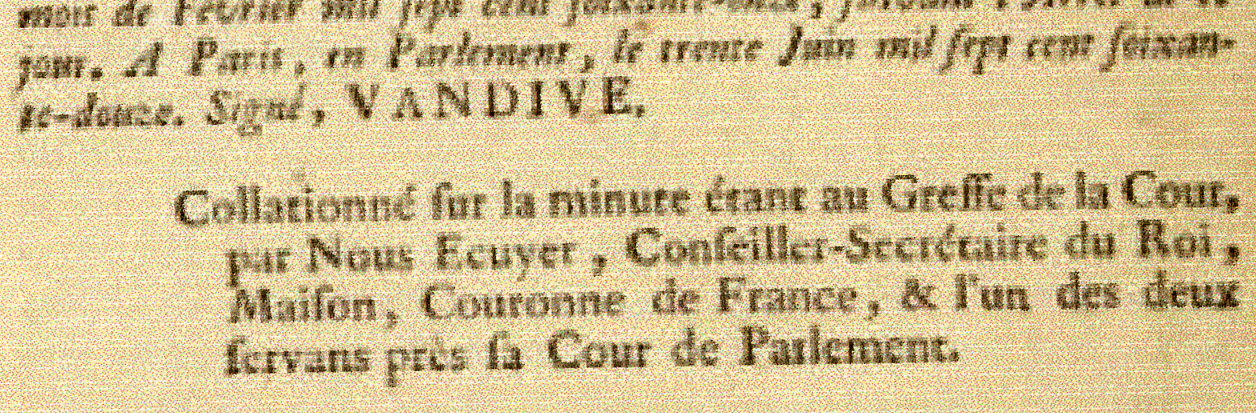
1772: Exemple imprimé d'explicit dans un document du Parlement de Paris signé par Nicolas Félix van Dievoet dit Vandive, Écuyer, Conseiller-Secrétaire du Roi, Maison, Couronne de France, et l'un des deux servans près la Cour de Parlement. (Source: Traité entre le roi : et le Prince-Évêque, l'église et l'état de Liége, concernant les limites, le commerce mutuel, et la liberté des communications de leurs états respectifs. Conclu à Versailles le 24 mai 1772).
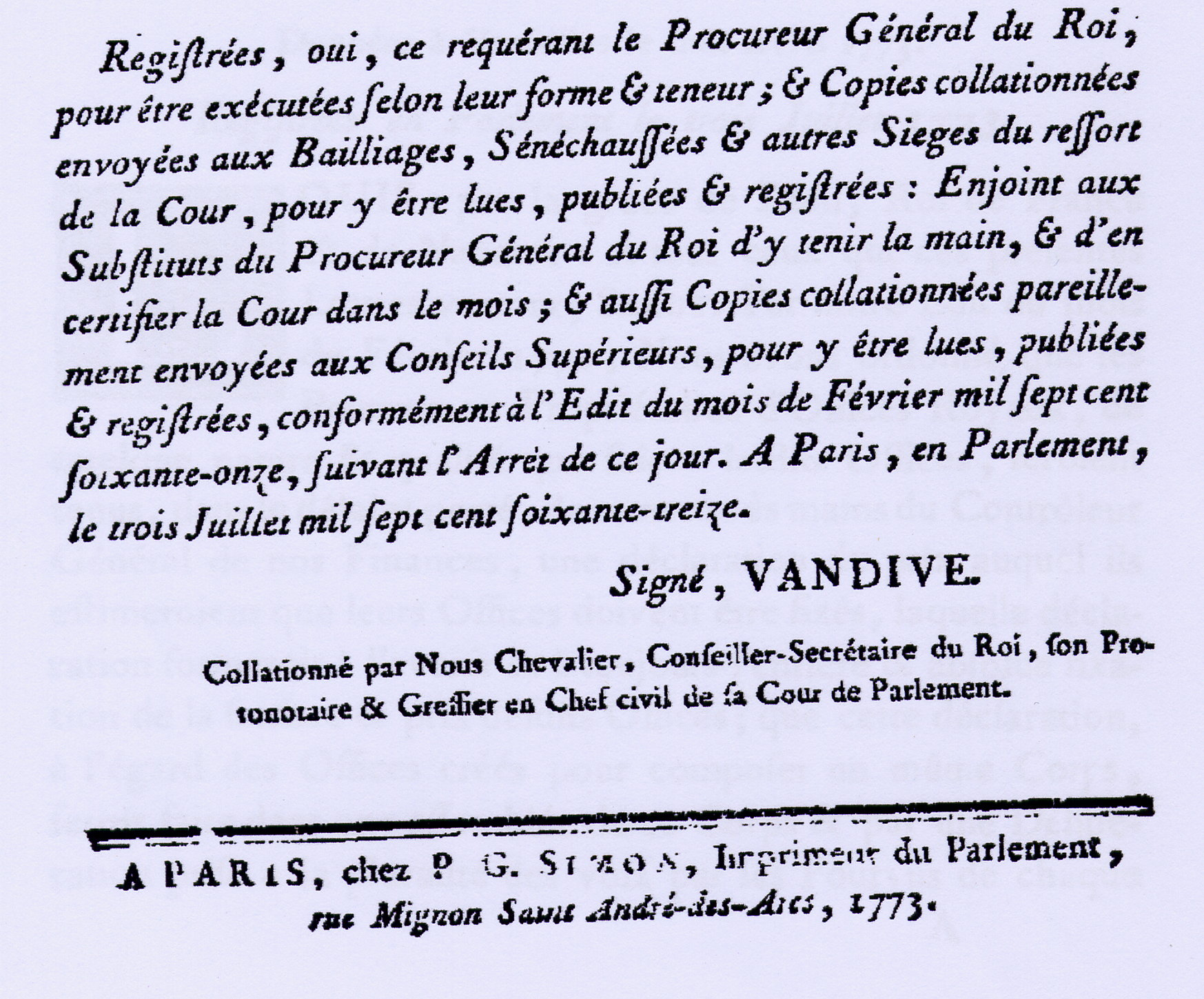
1773: Exemple de document imprimé avec la signature de Nicolas Félix Vandive et la mention: signé Vandive. Collationné par Nous Chevalier, Conseiller-Secrétaire du Roi, son Protonotaire et Greffier en Chef civil de sa Cour de Parlement. (Extrait de: Lettres patentes du roi, concernant la Prévôté des Monnoies de France. Données à Versailles le huit Avril 1773. Registrées en Parlement le trois Juillet 1773).
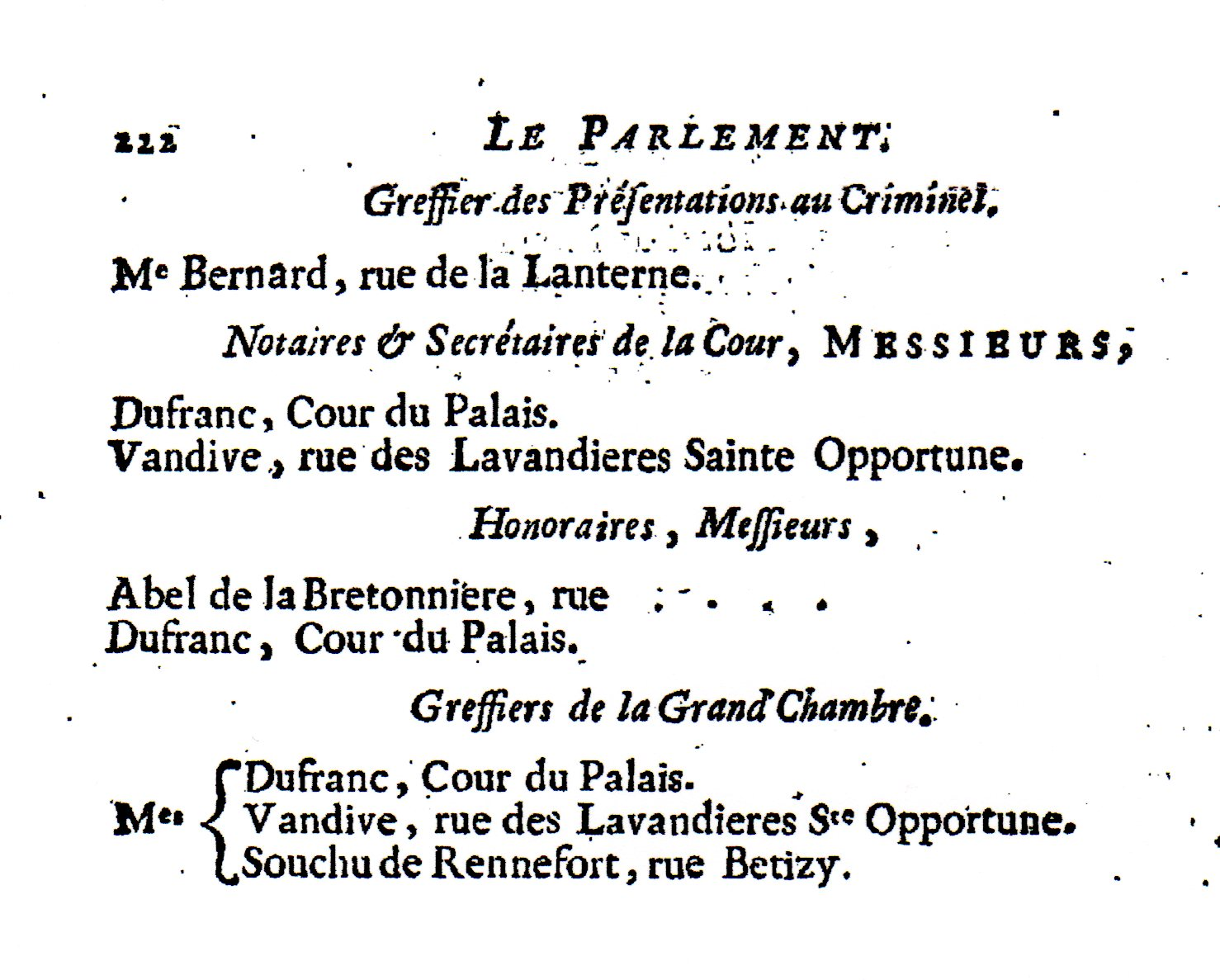
1772: Almanach Royal de 1772, page 222: Nicolas Félix Vandive, rue des Lavandières Sainte Opportune, figure parmi les deux "Notaires et Secrétaires de la Cour de Parlement" et parmi les "Greffiers de la Grand'Chambre".
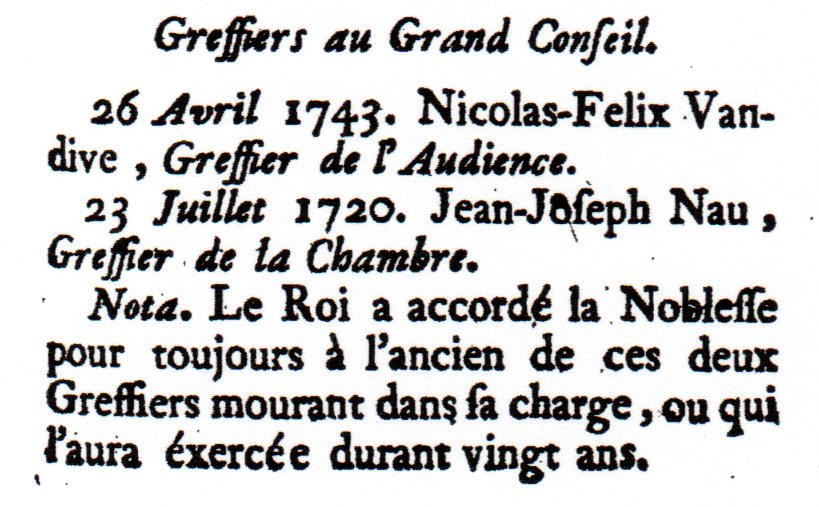
Greffiers au Grand Conseil. 26 avril 1743. Nicolas-Felix Vandive, Greffier de l'Audience. 23 juillet 1720. Jean-Joseph Nau, Greffier de la Chambre. Nota. Le Roi a accordé la Noblesse pour toujours à l'ancien de ces deux Greffiers mourant dans sa charge, ou qui l'aura exercée durant vingt ans. (L'État de la France, tome IV, Paris, 1749, p. 383).
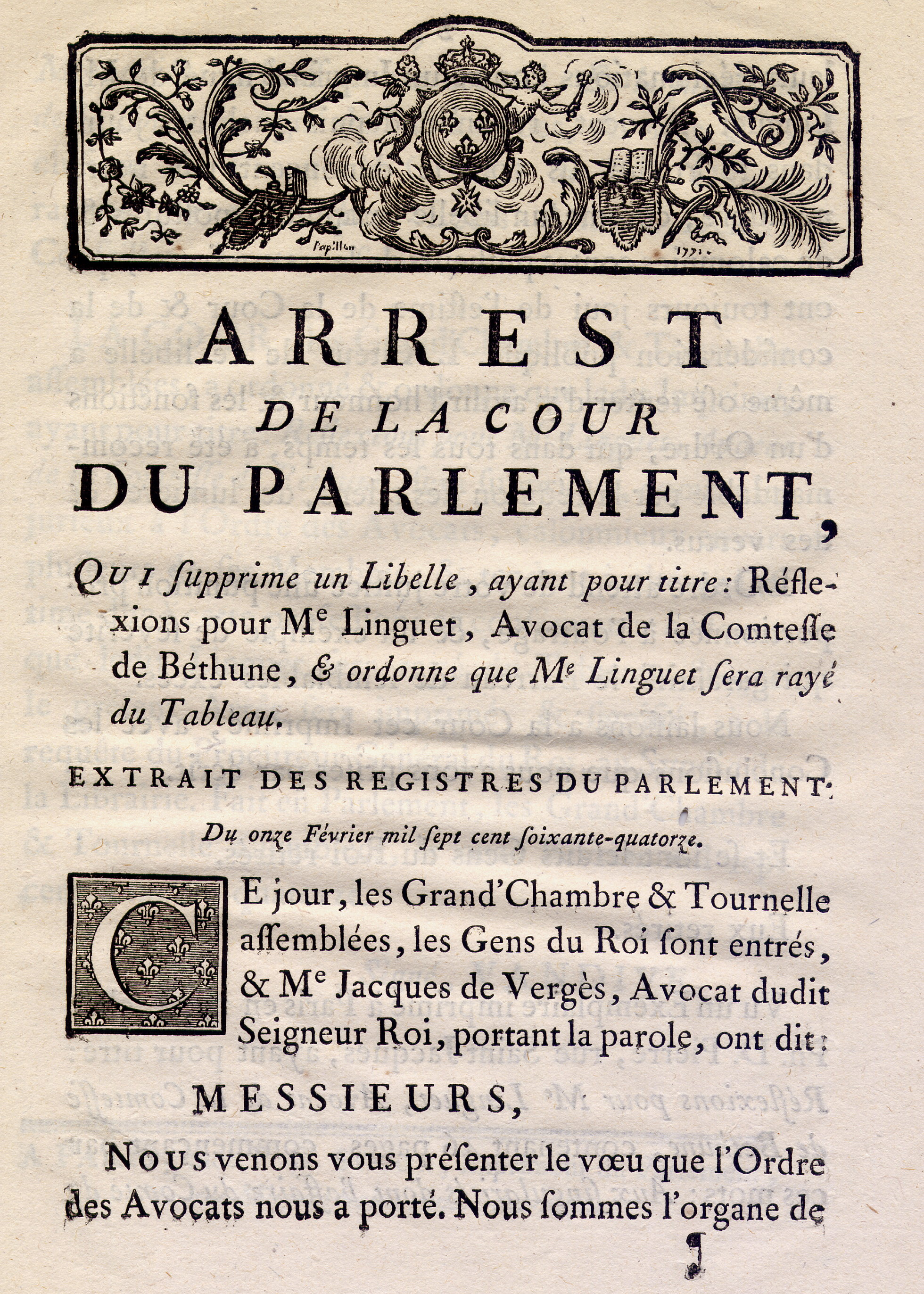
Arrêt du Parlement, 11 février 1774 qui supprime un libelle de Simon-Nicolas-Henri Linguet et le raye du Tableau, signé Nicolas Félix Vandive (1/3).
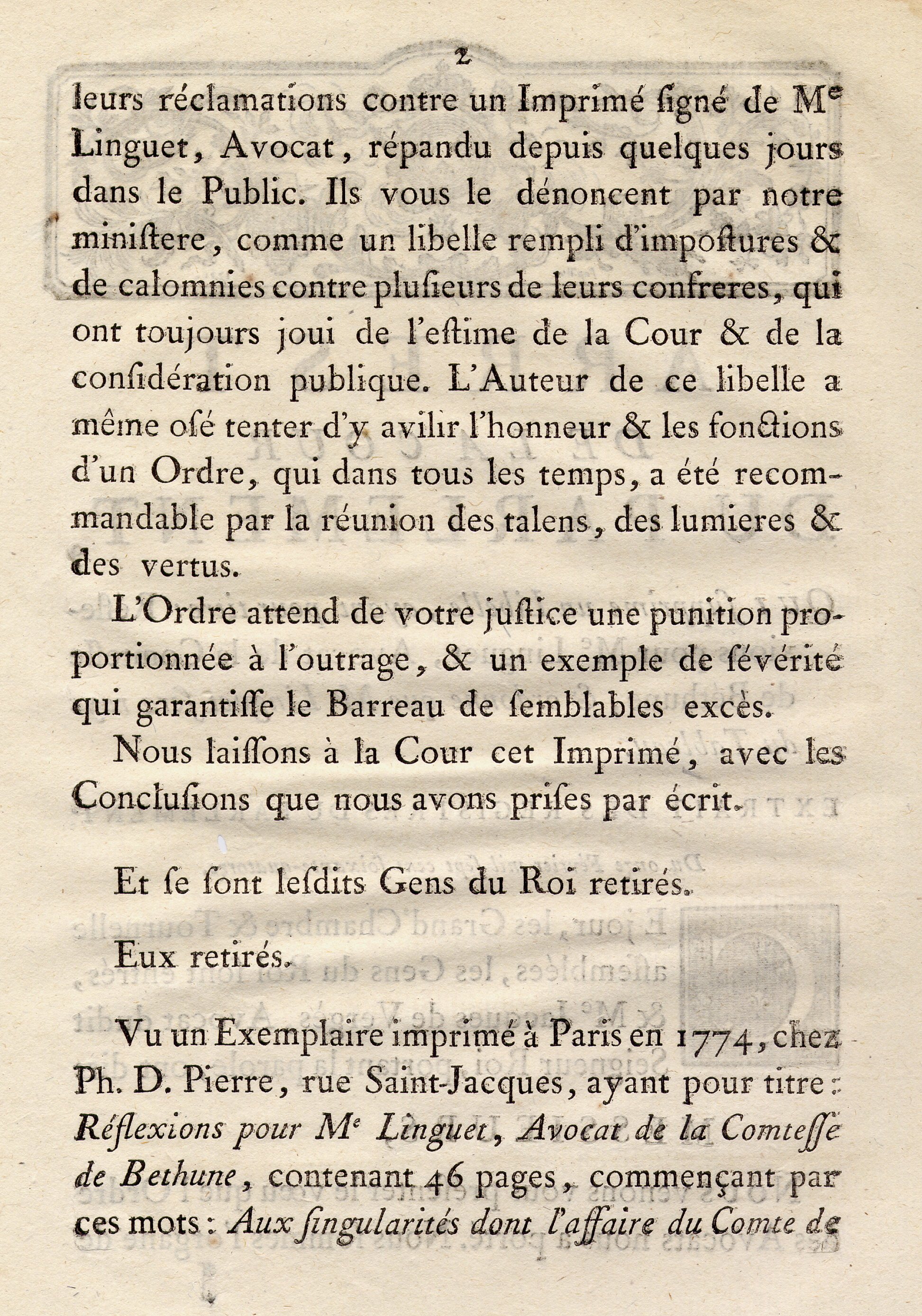
Arrêt du Parlement, 11 février 1774 qui supprime un libelle de Simon-Nicolas-Henri Linguet et le raye du Tableau, signé Nicolas Félix Vandive (2/3).
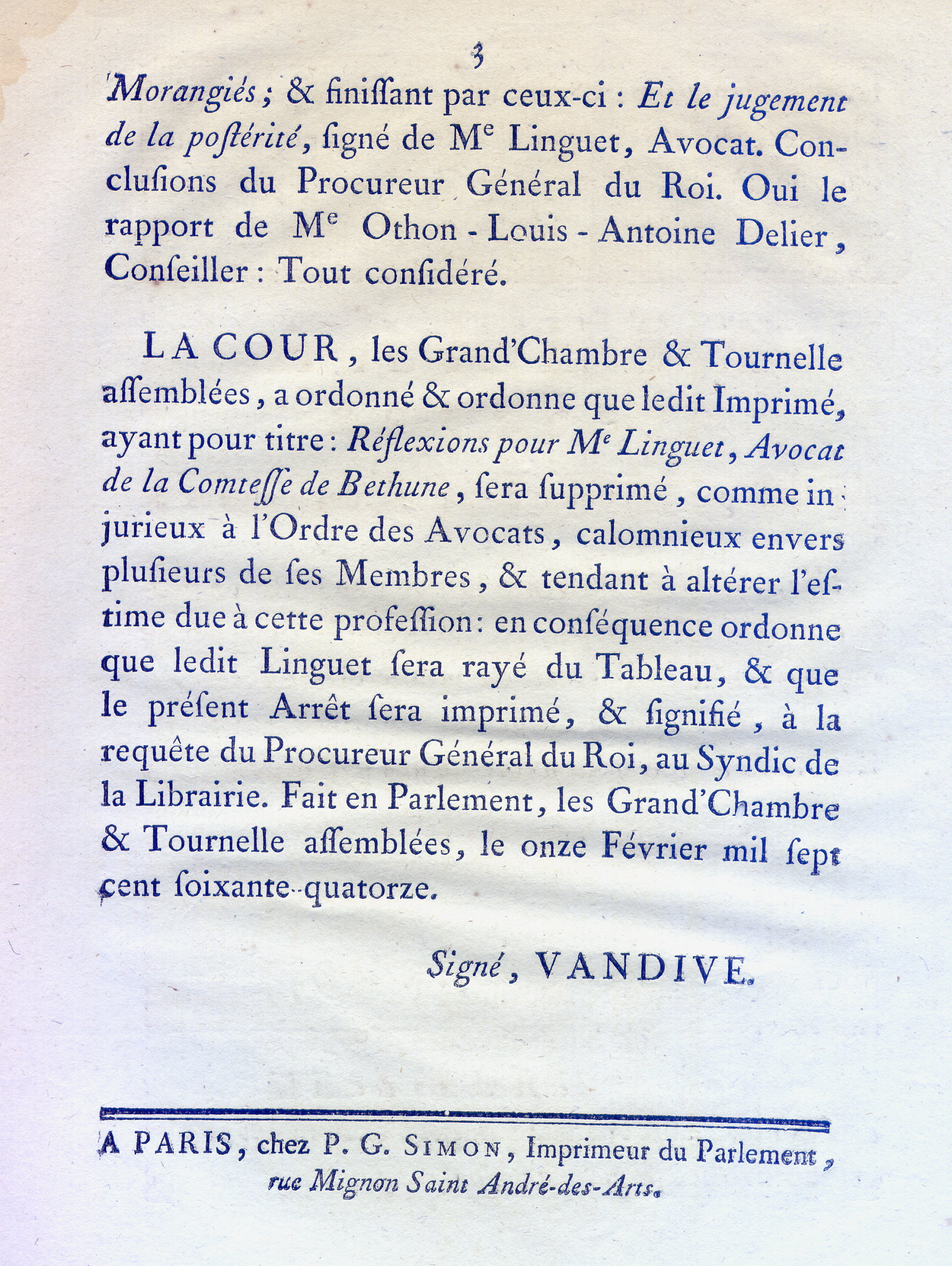
Arrêt du Parlement, 11 février 1774 qui supprime un libelle de Simon-Nicolas-Henri Linguet et le raye du Tableau, signé Nicolas Félix Vandive (3/3).
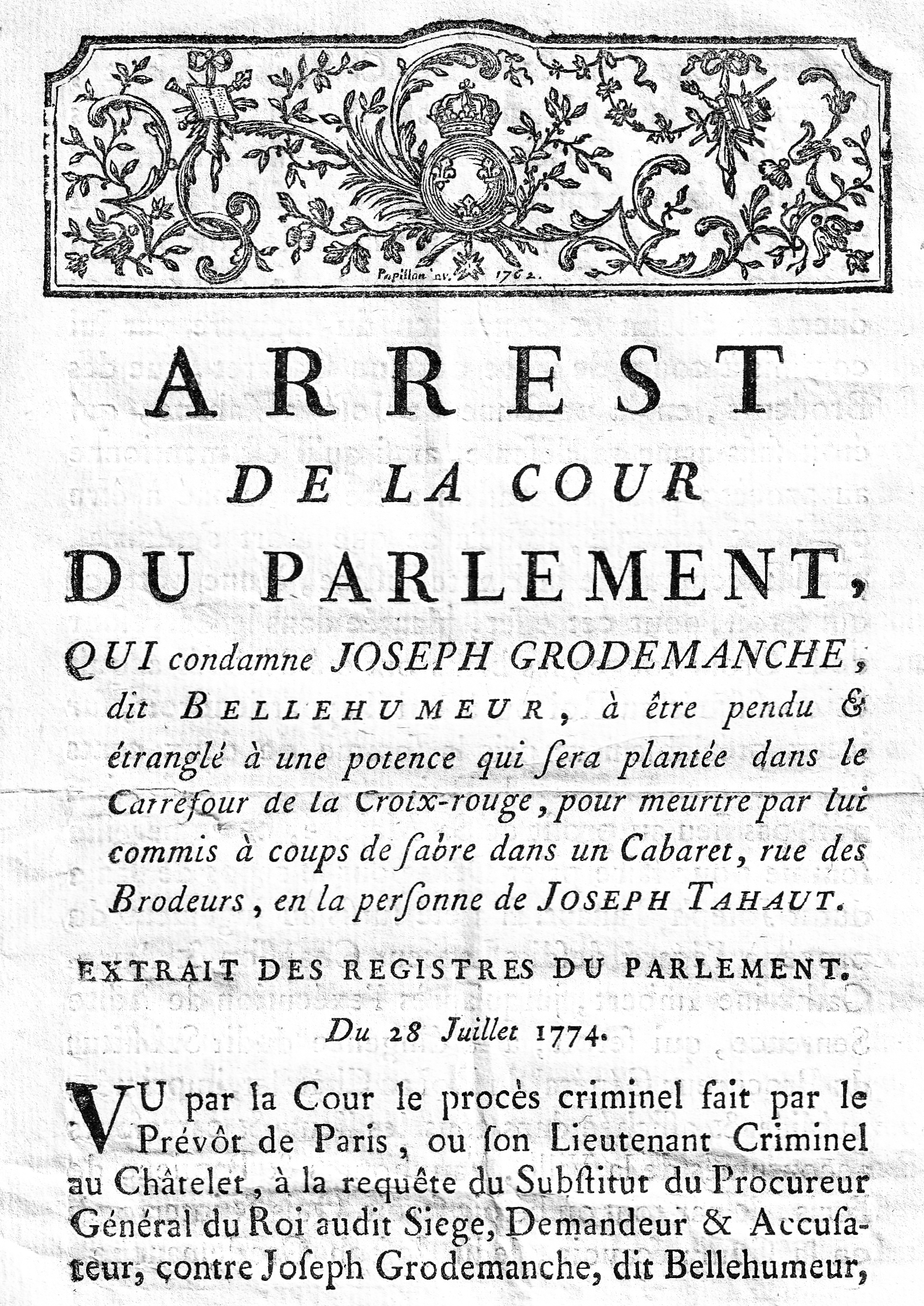
Arrest de la cour du parlement 28 juillet 1774, qui condamne Joseph Grodemanche dit Bellehumeur, signé Vandive (1/4).
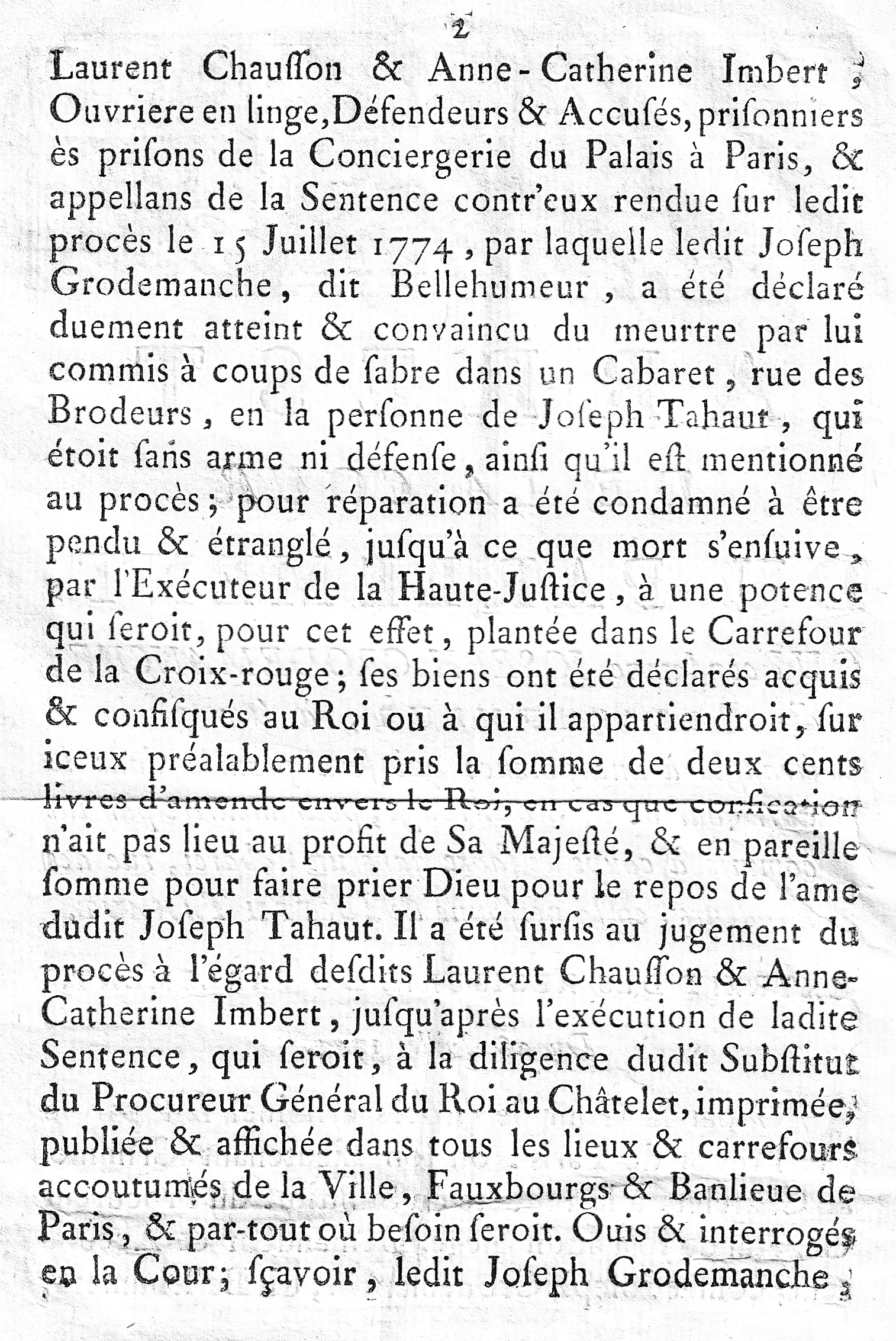
Arrest de la cour du parlement 28 juillet 1774, qui condamne Joseph Grodemanche dit Bellehumeur, signé Vandive (2/4).
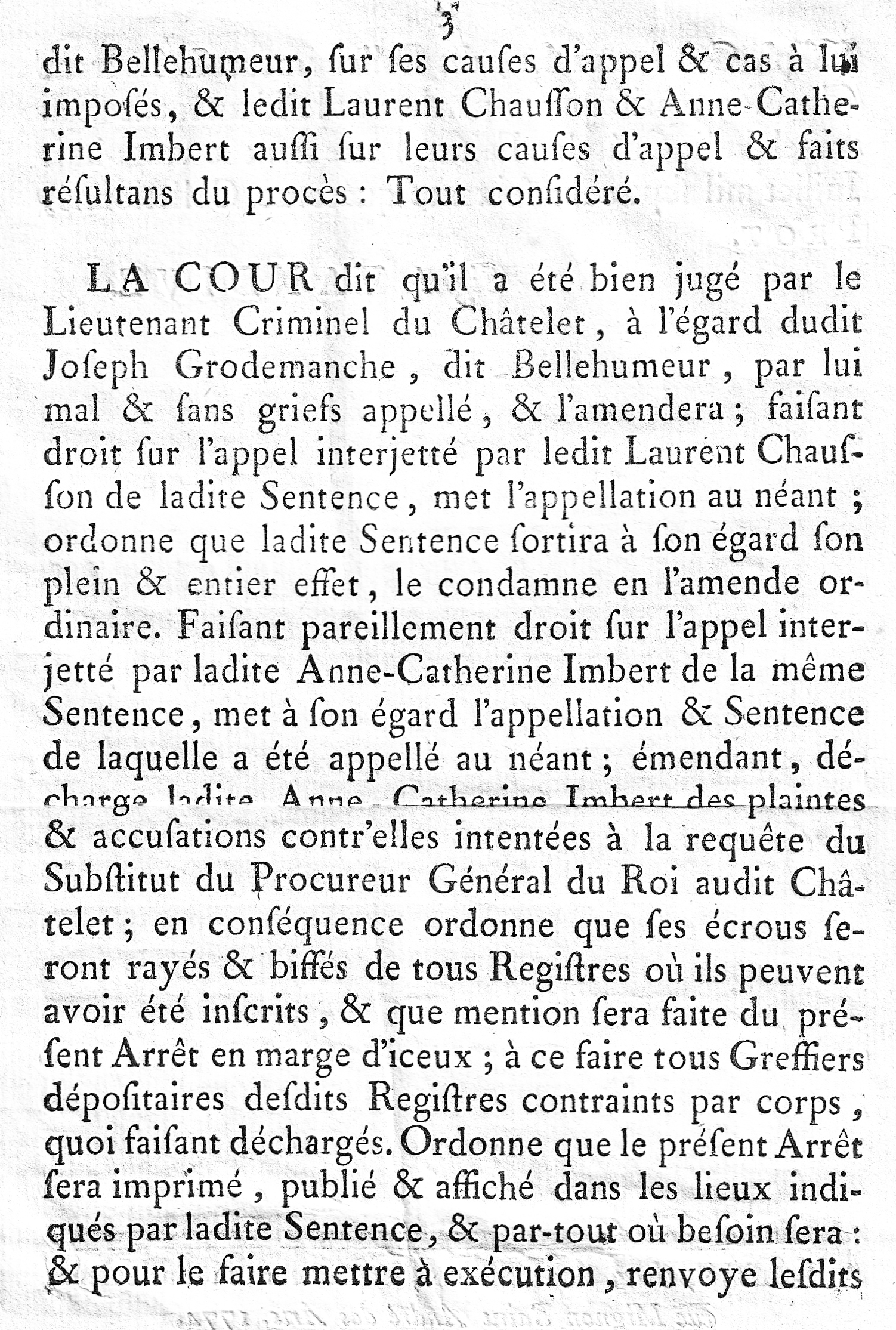
Arrest de la cour du parlement 28 juillet 1774, qui condamne Joseph Grodemanche dit Bellehumeur, signé Vandive (3/4).
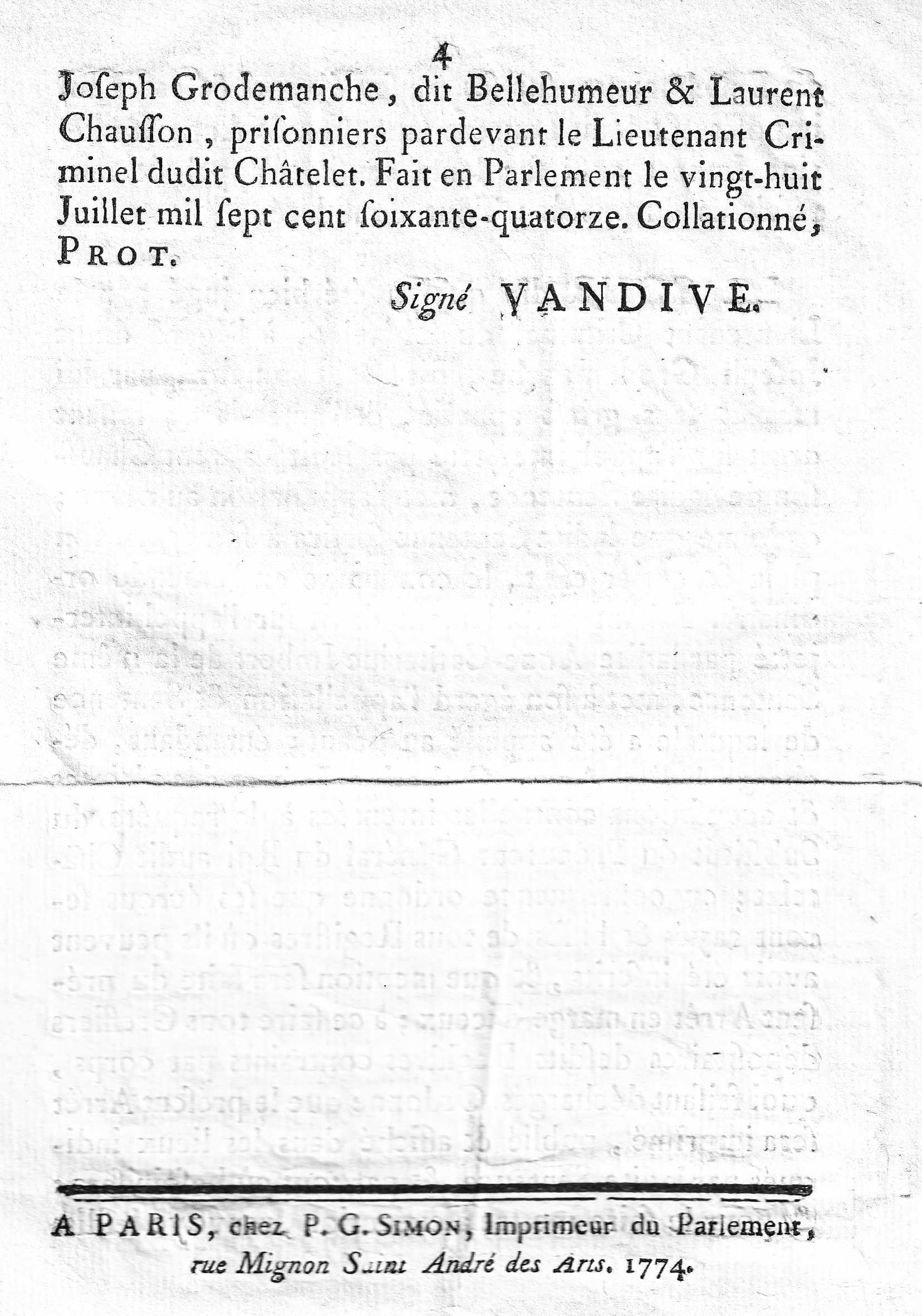
Arrest de la cour du parlement 28 juillet 1774, qui condamne Joseph Grodemanche dit Bellehumeur, signé Vandive (4/4).